# Ómori Kenszaku
Ómori Kenszaku (Ehime, 1975. november 21. –) japán válogatott labdarúgó.

## Nemzeti válogatott
A japán U20-as válogatott tagjaként részt vett az 1995-ös ifjúsági labdarúgó-világbajnokságon.